# SN 2005fr
SN 2005fr – supernowa typu Ia odkryta 14 września 2005 roku w galaktyce A010822-0005. W momencie odkrycia miała maksymalną jasność 21,60m.